# Пирараха
Пирараха (исп. Pirarajá) — населённый пункт в департаменте Лавальеха, на юго-востоке Уругвая.

## География
Расположен в 34 км к северу от города Марискала и в 95 км к северо-востоку от административного центра департамента, города Минас. Пирараха находится на пересечении автомобильных дорог № 8 и № 58.

## История
Населённый пункт был основан в 1895 году с названием Санта-Мария. Согласно постановлению № 3.136, 22 декабря 1906 года он получил статус села (Pueblo).

## Население
По данным на 2011 год население Пирараха составляет 713 человек.
| Год  | Население |
| ---- | --------- |
| 1963 | 914       |
| 1975 | 910       |
| 1985 | 773       |
| 1996 | 737       |
| 2004 | 967       |
| 2011 | 713       |

Источник: Instituto Nacional de Estadística de Uruguay